# KOTOKO
Pour les articles homonymes, voir Kotoko.
KOTOKO, de son nom complet Kotoko Horikawa (堀川 ことこ), est une chanteuse j-pop née le 19 janvier 1980 à Sapporo, sur l'île de Hokkaidō au Japon. Elle a sorti cinq albums, 6 singles, et un DVD. Elle a aussi chanté, composé et écrit des chansons pour d'autres groupes. Elle travaille souvent avec les producteurs I've Sound et a contribué aux bandes sonores de plusieurs anime et jeux vidéo, dont Onegai teacher, Onegai twins, Mahô shôjotai arusu, Maria-sama ga miteru, Hayate no gotoku, Kannazuki no Miko, BALDR FORCE EXE Resolution (en), Starship operators, Shakugan no Shana, BlazBlue: Calamity Trigger, BlazBlue: Continuum Shift...

## Discographie

### Albums

#### 「空を飛べたら… / Sora wo Tobetara...」
Sorti en 2000.
1. ミルク / Milk
2. 疾風雲 / Hayategumo
3. PhuLa PhuLa
4. カナリヤ / KANARIYA
5. 鼓動 / Kodou
6. もしも… / Moshimo...
7. ゆうえんち / Yuuenchi
8. サヨナラ・ジレンマ / Sayonara Dilemma
9. アスピリン / Aspirin
10. 羽 / Hane
11. 春色 / Haruiro

#### 「羽 / Hane」
Sorti le 21 avril 2004
1. Introduction
2. Asura
3. 冬の雫 / Fuyu no Shizuku
4. 疾風雲 / Hayategumo
5. Gratitude ～大きな栗の木の下で～ / Gratitude ~Ooki na Kuri no Ki no Shita de~
6. 幻影 / Gen'ei
7. 痛いよ / Itai yo
8. ひとりごと / Hitorigoto
9. 声が届くなら / Koe ga Todoku Nara
10. Lament
11. 足あと / Ashiato
12. 羽 / Hane
13. カナリヤ - Sorma No.3 Re-mix / Kanariya - Sorma No.3 Re-mix

#### 「Hane Live Tour 2004 Limited Edition Album」
1. Suppuration
2. β－粘土の惑星 / β－Nendo no Hoshi
3. 地に還る / Chi ni Kaeru
4. 冬の雫 / Fuyu no Shizuku White Summer Style

#### 「硝子の靡風 / Glass no Kaze」
Sorti le 8 juin 2005
1. Retrieve
2. Wing My Way
3. 覚えてていいよ / Oboetete Ii yo
4. ため息クローバー / Tameiki Clover
5. Meconopsis
6. ささくれ / Sasakure
7. 琥珀 / Kohaku
8. Re-sublimity
9. 硝子の靡風 / Glass no Kaze
10. 421 -a will-
11. Free Angels
12. β－粘土の惑星 / β－Nendo no Hoshi
13. 赤い玉、青い玉 / Akai Tama, Aoi Tama

#### 「UZU-MAKI」
Sorti le 13 décembre 2006.
1. -Introduction-
2. UZU-MAKI
3. サイダー / Cider
4. 春 / Haru
5. 車窓の調べ / Shasou no Shirabe
6. 月夜の舞踏会 / Tsukiyo no Butoukai
7. 海豚 / Iruka
8. 秋爽 / Shuusou/Akisou
9. 縁どりの世界 / Fuchidori no Sekai
10. 楓の道、ギターの奏でる丘で / Kaede no Michi, Guitar no Kanaderu Oka de
11. being
12. Goodbye Dear
13. 雪華の神話-in X'mas mix- / Sekka no Shinwa -in X'mas Mix-

### Compilations chezI've Girls

#### 「Lament」
Sorti le 5 septembre 2003.
1. Prey -REMIX- - SHIHO
2. SNOW -Album mix- - 島宮えい子 (Eiko Shimamiya)
3. Face of Fact - KOTOKO
4. SAVE YOUR HEART -Album mix- - KOTOKO & 詩月カオリ (Kaori Utatsuki)
5. 遮光 -Album Mix- / Kageri -Album Mix- - KOTOKO
6. 僕らが見守る未来 / Bokura ga Mimamoru Mirai - 詩月カオリ (Kaori Utatsuki) bg: KOTOKO
7. GREEDY - MOMO bg: 島宮えい子 (Eiko Shimamiya)
8. Feel in tears - KOTOKO
9. 夏草の線路 -Album mix- / Natsukusa no Senro -Album mix- - KOTOKO & 詩月カオリ (Kaori Utatsuki)
10. 雨に歌う譚詩曲 / Ame ni Utau Tanshikyoku - Healing Leaf
11. I pray to stop my cry -little sea style- - 川田まみ (Mami Kawada)
12. 悲しみの花 / Kanashimi no Hana - MELL
13. Lament - KOTOKO

#### 「Collective」
Sorti le 30 septembre 2005.
1. Automaton - 島宮えい子 (Eiko Shimamiya)
2. Abyss - KOTOKO
3. IMMORAL - 川田まみ (Mami Kawada)
4. Do You Know The Magic? - 詩月カオリ (Kaori Utatsuki)
5. philosophy - MOMO
6. We Survive - KOTOKO
7. Permit - MELL
8. Lupe - KOTOKO
9. Kiss the Future - SHIHO
10. Egen - MELL
11. Imaginary affair - KOTOKO
12. Eclipse - 川田まみ (Mami Kawada)
13. Trust You're Truth ～明日を守る約束～ / Trust You're Truth ~Ashita wo Mamoru Yakusoku~ - KOTOKO
14. Collective - KOTOKO